# پل زوتر
پل زوتر (انگلیسی: Paul Suter؛ ۹ مارس ۱۸۹۲ – ۶ آوریل ۱۹۶۶ (aged 74)) ورزشکار دوچرخه‌سواری پیست اهل سوئیس بود.
وی در مسابقات کشوری و بین‌المللی در مجموع برندهٔ ۱ مدال طلا، ۲ مدال نقره، ۲ مدال برنز شده‌است.